# WWE 2K24
WWE 2K24 è un videogioco di wrestling di Visual Concepts pubblicato in data 8 marzo 2024 da 2K Sports per PlayStation 4, Xbox One, PlayStation 5, Xbox Series X e Microsoft Windows.
Il trailer del gioco è stato presentato il 24 gennaio 2024, prima di Royal Rumble.

## Showcase of the Immortals mode
La 2K annuncia il 12 febbraio la 40 Years of WrestleMania, che, come gli 2K Showcase del passato e sostituendo la stessa, permetterà di rigiocare 22 match mandati in scena nel corso di 14 edizioni di WrestleMania, come il match fra Ricky Steamboat vs Randy Savage e Hulk Hogan vs André The Giant in quel di WrestleMania III, quello tra Ultimate Warrior contro Hulk Hogan a WrestleMania VI, o i più recenti Steve Austin vs The Rock e Shawn Michaels vs Undertaker a WrestleMania XXV. Saranno quindi disponibili nel gioco le arene del PPV più importante dell'anno, da WrestleMania III a WrestleMania 40.

## Lista dei match
- WrestleMania III: Ricky Steamboat (con George Steele) vs Randy Savage (con Miss Elizabeth) e Hulk Hogan vs Andrè the Giant (con Bobby Heenan)
- WrestleMania V: Rick Rude (con Bobby Heenan) vs Ultimate Warrior e Hulk Hogan vs Randy Savage
- Wrestlemania VI: Ultimate Warrior vs Hulk Hogan
- WrestleMania VIII: Bret ''Hitman'' Hart vs Roddy Piper
- WrestleMania X: Razor Ramon vs Shawn Michaels (con Diesel)
- WrestleMania 13: Bret ''Hitman'' Hart vs Steve Austin
- WrestleMania X-Seven: Steve Austin vs The Rock
- WrestleMania XX: Eddie Guerrero vs Kurt Angle
- WrestleMania 21: Kurt Angle vs Shawn Michaels
- WrestleMania XXV: The Undertaker vs Shawn Michaels
- WrestleMania XXX: Brock Lesnar vs The Undertaker
- WrestleMania 31: Randy Orton vs Seth Rollins e Roman Reigns vs Brock Lesnar
- WrestleMania 35: Becky Lynch vs Ronda Rousey vs Charlotte Flair
- WrestleMania 36: ''The Fiend'' Bray Wyatt vs John Cena
- WrestleMania 38: Steve Austin vs Kevin Owens
- Wrestlemania 39: Rhea Ripley vs Charlotte Flair, Bianca Belair vs Asuka e Roman Reigns vs Cody Rhodes

## Roster
Nella versione iniziale del gioco erano inclusi anche Brock Lesnar (tre versioni) e Vince McMahon, eliminati dopo la prima patch di aggiornamento in seguito allo scandalo per molestie sessuali che li ha coinvolti. Lesnar è comunque presente nello Showcase ma non è giocabile in altre modalità.
| Uomini | Uomini | Uomini | Donne | Donne | Donne | Leggende |
| Raw | SmackDown | NXT | Raw | SmackDown | NXT | Leggende |
| --- | --- | --- | --- | --- | --- | --- |
| - AJ Hawk (DLC) - Akira Tozawa - Apollo Crews - Bad Bunny - Boston Connor (DLC) - Braun Strowman - Bronson Reed - Chad Gable - CM Punk (DLC) - Cody Rhodes - Darius Butler (DLC) - Damian Priest - Dexter Lumis - Dominik Mysterio - Drew McIntyre - Erik - Finn Bálor - Giovanni Vinci - Gunther - Ivar - JD McDonagh - Jey Uso - Jinder Mahal - Johnny Gargano - Julius Creed - Kofi Kingston - Ludwig Kaiser - The Miz - Otis - Ricochet - Sami Zayn - Sanga - Seth Rollins - Shinsuke Nakamura - Tommaso Ciampa - Ty Schmitt (DLC) - Veer Mahaan - Xavier Woods | - AJ Styles - Angelo Dawkins - Ashante Adonis - Austin Theory - Big E - Bobby Lashley - Bray Wyatt - Bron Breakker - Butch - Cameron Grimes - Carlito (DLC) - Cedric Alexander - Cruz Del Toro - Dragon Lee (DLC) - Elton Prince - Grayson Waller - Jimmy Uso - Joaquin Wilde - Karl Anderson - Karrion Kross - Kevin Owens - Kit Wilson - LA Knight - Logan Paul - Luke Gallows - Montez Ford - MVP - Omos - Pat McAfee (DLC) - R-Truth - Randy Orton - Rey Mysterio - Ridge Holland - Robert Roode - Roman Reigns - Santos Escobar - Sheamus - Solo Sikoa | - Angel Garza - Andre Chase - Axiom - Baron Corbin - Brooks Jensen - Brutus Creed - Carmelo Hayes - Channing Lorenzo - Damon Kemp - Dijak - Drew Gulak - Duke Hudson - Humberto - Ilja Dragunov - Joe Coffey - Joe Gacy - Josh Briggs - Mark Coffey - Nathan Frazer - Noam Dar - SCRYPTS - Tony D'Angelo - Trick Williams - Tyler Bate - Von Vagner - Wes Lee - Wolfgang | - Alexa Bliss - Becky Lynch - Candice LeRae - Carmella - Chelsea Green - Indi Hartwell - Ivy Nile - Liv Morgan - Katana Chance - Kayden Carter - Maxxine Dupri - Natalya - Nia Jax (DLC) - Nikki Cross - Piper Niven - Raquel Gonzàlez - Rhea Ripley - Shayna Baszler - Sonya Deville - Tegan Nox - Valhalla - Xia Li - Zoey Stark | - Alba Fyre - Asuka - Bayley - Bianca Belair - Charlotte Flair - Dakota Kai - Isla Dawn - Iyo Sky - Kairi Sane (DLC) - Mia Yim - Scarlett - Shotzi - Tamina - Zelina Vega | - Blair Davenport - Cora Jade - Fallon Henley - Gigi Dolin - Jacy Jayne - Jade Cargill (DLC) - Lyra Valkyria (DLC) - Nikkita Lyons - Roxanne Perez - Thea Hail - Tiffany Stratton - Wendy Choo | - André the Giant - Batista - Beth Phoenix - Big Boss Man - Billy Graham - The Boogeyman - Booker T - Bret Hart - The British Bulldog - Bruno Sammartino - Bubba Ray Dudley (DLC) - Cactus Jack - Chyna - D-Von Dudley (DLC) - Diamond Dallas Page (DLC) - Diesel - Doink the Clown - Dude Love - Dusty Rhodes (DLC) - Eddie Guerrero - Eric Bischoff - Eve Torres - Faarooq - George Steele - The Great Muta (DLC) - Harley Race - Headbanger Mosh (DLC) - Headbanger Thrasher (DLC) - Hollywood Hogan - Hulk Hogan - Honky Tonk Man (DLC) - The Iron Sheik (DLC) - Jake Roberts - JBL - Jerry Lawler - Jim Neidhart - John Cena - Kane - Ken Shamrock - Kevin Nash - Kurt Angle - Lex Luger (DLC) - Lita - Mankind - Maryse - Michelle McCool (DLC) - Molly Holly - Mr. Perfect (DLC) - Muhammad Ali - Randy Savage - Razor Ramon - Rey Mysterio Jr. - Rick Rude - Ricky Steamboat - Rick Steiner - Rikishi - Rob Van Dam - Roddy Piper - Ronda Rousey - The Sandman - Scott Hall - Scott Steiner - Sensational Sherri (DLC) - Shane McMahon - Shawn Michaels - Stacy Keibler - Stardust (DLC) - Stephanie McMahon - Steve Austin - Syxx - Ted DiBiase - Terry Funk (DLC) - The Fiend - The Hurricane - The Rock - Triple H - Trish Stratus - Tyler Breeze - The Ultimate Warrior - Umaga - Uncle Howdy - Undashing Cody Rhodes (DLC) - The Undertaker - Vader - Wade Barrett - William Regal - X-Pac - Yokozuna |

### Tag team e stable
- DIY
- Alba Fyre & Isla Dawn
- Alexa Bliss & Nikki Cross
- Alpha Academy
- The Authority
- Bianca Belair & Jade Cargill (DLC)
- The Bloodline
- Brawling Brutes
- Briggs & Jensen
- The Brothers of Destruction
- Chase U
- The Creed Brothers
- D'Angelo & Lorenzo
- Damage CTRL
- Dudley Boyz (DLC)
- Gallus
- The Hart Foundation
- Imperium
- Indus Sher
- The Judgement Day
- Kabuki Warriors (DLC)
- Katana Chance & Kayden Carter
- Karrion Cross & Scarlett
- Kevin Owens & Sami Zayn
- Latino World Order
- Los Lotharios
- The Headbangers (DLC)
- The Miz & Maryse
- The New Day
- New World Order
- The O.C.
- Piper Niver & Chelsea Green
- Pretty Deadly
- The Steiner Brothers
- The Street Profits
- The Toxic Table
- Two Dudes with Attitudes
- The Viking Raiders
- Weapons of Mass Destruction

### Campioni
Raw
- World Heavyweight Champion: Seth Rollins
- WWE Intercontinental Champion: Gunther
- WWE Raw Tag Team Champions: The Usos
- Women's World Champion: Rhea Ripley
- WWE Women's Tag Team Champions: Damage CTRL

SmackDown
- Undisputed WWE Universal Champion[3]: Roman Reigns
- WWE United States Champion: Logan Paul
- WWE SmackDown Tag Team Champions: The Usos
- WWE Women's Champion: Iyo Sky

NXT
- NXT Champion: Ilja Dragunov
- NXT North American Champion: Dominik Mysterio
- NXT Tag Team Champions: Bron Breakker & Baron Corbin
- NXT Women's Champion: Lyra Valkyria

## Arene
- Raw 2023
- Raw 2002
- SmackDown 2023
- SmackDown 2002
- NXT 2023
- NXT 2.0
- Main Event 2023
- Hell in a Cell 2022
- Clash at the Castle
- Extreme Rules 2022
- Royal Rumble 2023
- Elimination Chamber 2023
- Backlash 2023
- Night of Champions 2023
- Money in the Bank 2023
- SummerSlam 2023
- Payback 2023
- Fastlane 2023
- Survivor Series: Wargames 2023
- NXT: New Year's Evil (2023)
- NXT: Vengeance Day (2023)
- NXT: Roadblock (2023)
- NXT: Stand and Deliver (2023)
- NXT: Spring Breakin'
- NXT: Battleground (2023)
- NXT Gold Rush
- NXT The Great American Bash (2023)
- NXT Heatwave (2023)
- NXT No Mercy (2023)
- NXT Halloween Havoc (2023)
- King of the Ring 2021
- Queen's Crown Tournament
- Mixed Match Challenge
- WrestleMania III (1987)
- WrestleMania V (1989)
- WrestleMania VI (1990)
- WrestleMania VIII (1992)
- WrestleMania X (1994)
- WrestleMania 13 (1997)
- WrestleMania X-Seven (2001)
- WrestleMania XX (2004)
- WrestleMania 21 (2005)
- WrestleMania 25 (2009)
- WrestleMania XXX (2014)
- WrestleMania 31 (2015)
- WrestleMania 35 (2019)
- WrestleMania 36 (2020)
- WrestleMania 38 (2022)
- WrestleMania 39 (2023)
- WrestleMania XL (2024)
- Summerslam 1988
- ECW One Night Stand 2006
- WCW Monday Nitro
- WCW Halloween Havoc 1997